# Mosaïque de Penthée
La mosaïque de Penthée appelée aussi mosaïque de Penthée et Agavé, datée du début du IIe siècle, est une mosaïque découverte en 2007 lors de fouilles de sauvetage réalisées à Nîmes. Découverte dans un état de conservation remarquable, c'est un document unique de mosaïque à motifs dionysiaques découvert à ce jour dans l'ancienne emprise territoriale de la Gaule narbonnaise.

## Découverte et historique

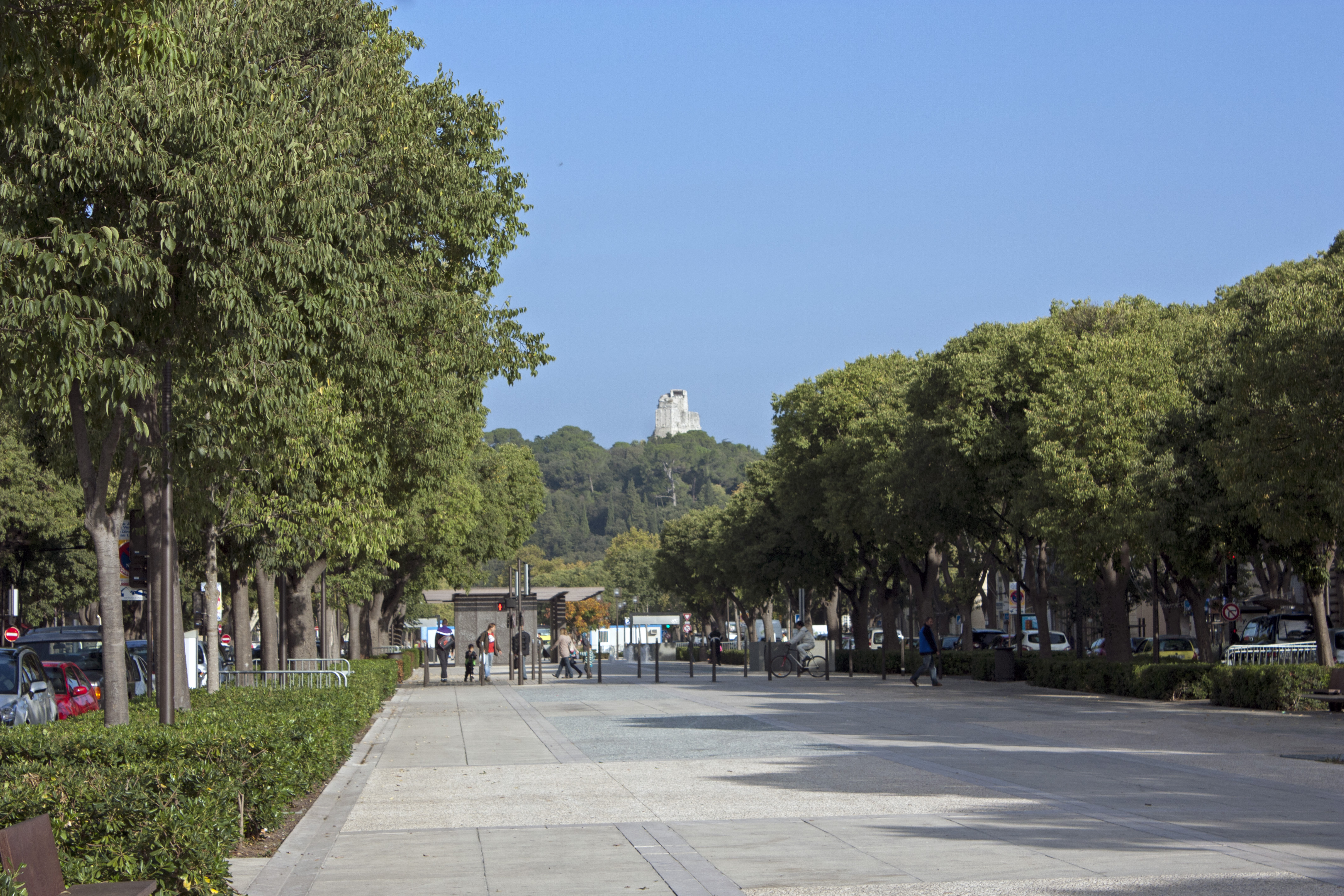
Vue générale de l'avenue Jean-Jaurès avec au fond la tour Magne

La mosaïque ornait le sol d'une pièce d'une villa d'une surface de 950 m2, dénommée Domus aux deux mosaïques. La mosaïque mesure 35 m2. La villa est abandonnée au IIIe siècle.
La fouille de l'avenue Jean-Jaurès dure d'octobre 2006 à août 2007.
La mosaïque de Penthée est découverte en même temps qu'une mosaïque représentant Achille.
Elle est exposée au musée de la Romanité de Nîmes depuis son ouverture en 2018.

## Description

### Médaillon central
Le médaillon central représente la mort du roi Penthée assassiné par sa propre mère Agavé, cette dernière étant frappée de folie par le dieu Bacchus, le cousin de Penthée. Cette scène fait référence au mythe de Penthée dans lequel Bacchus se sentant insulté par le refus d'Agavé et de Penthée de reconnaître son statut divin et de le vénérer, se venge en faisant entrer Agavé en délire. Cette dernière tue son fils en le prenant pour un fauve. 

### Décors
La scène se trouve au centre d'un ensemble composé de nombreux médaillons, dont quatre faisant référence aux quatre saisons, représentées sous forme de figures féminines. S'y retrouvent également des Ménades (Bacchantes) tenant le thyrse de Bacchus, ainsi que des oiseaux de quatre espèces différentes (colombes, perruches, canards et huppes) et des masques de théâtre romains.

### Cadre de la mosaïque
La partie supérieure composée d'un damier noir et blanc pourrait correspondre à l'emplacement d'un lit de repas romain (lectus), la mosaïque laissant penser que la pièce servait de lieu de réception. 